# Auberville-la-Renault
Auberville-la-Renault är en kommun i departementet Seine-Maritime i regionen Normandie i norra Frankrike. Kommunen ligger i kantonen Goderville som tillhör arrondissementet Le Havre. År 2022 hade Auberville-la-Renault 451 invånare.

## Befolkningsutveckling
Antalet invånare i kommunen Auberville-la-Renault
| Referens: INSEE |